# Stazione di Aica
La stazione di Aica (in tedesco Aicha) è una stazione ferroviaria fuori servizio posta sulla linea Fortezza-San Candido. Serviva la località di Aica, frazione del comune di Naz-Sciaves (BZ).

## Storia
La stazione venne attivata nel 1871: data la vicinanza col Forte di Fortezza (con susseguente esigenza di non creare edifici solidi che poi potessero servire da riparo ad eventuali aggressori) si decise di costruire il fabbricato viaggiatori in legno, al pari dei due magazzini che completavano il patrimonio edilizio. Nel 1989 la stazione di Aica fu chiusa al traffico.

## Strutture e impianti
Il fabbricato viaggiatori ligneo presenta un'architettura elegante, con rifiniture decorative; a seguito della dismissione della stazione, esso è abbandonato ed in rovina. I magazzini merci sono stati demoliti, mentre il sedime ferroviario, che originariamente ospitava vari binari di sosta e transito, è stato in gran parte smantellato, lasciando solo un binario di transito.